# Brijnwater
Brijnwater of brijn is water dat een hoge concentratie zout bevat. Aan opgepompt brak grondwater kan, als daar behoefte aan is, zoet water worden onttrokken. Dit gebeurt door middel van omgekeerde osmose. Het ontzilten van brak/zout water wordt onder meer toegepast ten behoeve van de intensieve glastuinbouw.
Het zoute concentraat dat daarbij achterblijft wordt 'brijn' of 'brijnwater' genoemd. Dit zilte water wordt teruggepompt in de bodem, meestal in een dieper gelegen watervoerende zandlaag met een hoger zoutgehalte dan die waaruit het werd opgepompt. Door het terugbrengen in de bodem van dit concentraat kan op den duur de samenstelling, en daarmee dus de kwaliteit, van het grondwater veranderen.